# Blender (revista)
Blender es una revista estadounidense de música, conocida a menudo por sus eróticas fotografías de celebridades femeninas. Es publicada por Dennis Publishing, la misma empresa que edita Maxim.
La revista comenzó en 1994 como la primera revista digital en CD-ROM. Fue creada por Jason Pearson, David Cherry & Regina Joseph y fue adquirida por Felix Dennis (Dennis Publishing), quien publicó 15 números en el mismo formato, para posteriormente crear el sitio web en 1997. La edición impresa se lanzó dos años después. El CD-ROM de Blender fue el primer formato editorial digital que sirvió de plataforma publicitaria. Entre sus primeros anunciantes estaban Calvin Klein, Apple, Toyota y Nike.
La publicación reúne listas de álbumes musicales, artistas y canciones, incluyendo "lo mejor" y "lo peor". En cada edición, hay una reseña sobre la discografía completa de un artista, donde cada álbum es analizado sucesivamente.
Blender se unió al canal de música VH1 para crear el ranking de "Las 50 canciones más increíblemente malas", donde «We Built This City» de Jefferson Starship obtuvo el primer lugar.